# Lars Johansen
Lars Johansen (født 17. oktober 1945 på Frederiksberg) er en dansk erhvervsmand og bestyrelsesformand i PARKEN Sport & Entertainment.
Johansen er søn af vicedirektør Erik Johansen (død 1991) og hustru Else Kræmer født Petersen. Han blev student fra Rødovre Statsskole 1964 og i 1970 cand.polit. fra Københavns Universitet. Han blev ansat som studentermedhjælper i Privatbanken i 1967, hvor blev underdirektør i 1977. 1984 tog han en PMD fra Harvard Business School. I 1985 blev han bankdirektør og i 1990 bankdirektør i fusionsbanken Unibank. Han var direktør frem til 1993, hvor han måtte forlade banken efter uenighed med den ny administrerende direktør Thorleif Krarup.
Han var herefter selvstændig konsulent frem til 1996, hvor han blev administrerende direktør for Københavns Fondsbørs. I 1998 blev han administrerende direktør i FIH Erhvervsbank, en stilling han besad indtil 2009.
Den 23. april 2010 blev Johansen valgt til at afløse Flemming Østergaard som bestyrelsesformand for PARKEN Sport & Entertainment ved selskabets generalforsamling.
Han er gift med med Liss og har 3 døtre.